# Образователен роман
Образователен роман (на немски: Bildungsroman) е прозаична творба, в която се описва развитието на най-често млад протагонист. Този литературен жанр възниква в края на XVIII век в Германия през епохата на Просвещението.

## Главни особености
В един образователен роман се описва сблъсък на героя с различни житейски обстоятелства. При това той претърпява развитие, което зависи от отношението му към заобикалящия го свят и може да продължи с години, дори десетилетия. Така образователният роман придобива белезите на автобиография и често има триделна форма – „Младежки години – Години на странстване – Години на зрелост“. Пример за такава структура дава романът на Гьоте „Вилхелм Майстер. Години на учение“, публикуван през 1795-1796 г.

### Идеята за образование при Просвещението
Основна роля при развитието на протагониста има понятието за образование. Изведено от античността, то предполага свободно от държавни и обществени норми развитие на индивида към по-висока и позитивна цел. При немското Просвещение това понятие включва възпитането на разума и възпитанието на националния характер, а също разгръщането на личните дарби.

### Отношението между автор, протагонист и читател
В образователния роман възпитанието на героя не е тема само на творбата, но то трябва да бъде отправено и към читателя. Подобно на просвещенския дидактически роман това се извършва чрез мисионерско чувство за превъзходство на разказвача по отношение на протагониста и читателя. Този дистанциран, често ироничен разказвач наред с героя и читателя е важна фигура в образователния процес и в неговата история.

## Примери
За създател на първия образователен роман се смята „Историята на Агатон“ (1766-1767) от Кристоф Мартин Виланд.
Като прототип на жанра обаче се налага романът на Гьоте „Вилхелм Майстер. Години на учение“, макар че в него героят е устремен към аристократичен образователен идеал, предполагащ равномерно развитие на тялото и духа, и с това отрича своя бюргерски произход.
„Зеленият Хайнрих“ (1854) на Готфрид Келер наред с „Вилхелм Майстер“ на Гьоте и „Късно лято“ (1857) на Адалберт Щифтер е смятан за един от най-значимите немски образователни романи от XIX век.
„Демиан“ (1919) на Херман Хесе е образователен роман с автобиографични черти, който има голямо въздействие сред младите читатели след Първата световна война.
„Вълшебната планина“ (1924) на Томас Ман разкрива пред очите на младия протагонист историята на западната култура, преди той да се втурне в „перверзията на всестранната образованост“.
„Кратко писмо за дълга раздяла“ (1972) на Петер Хандке може да се смята за модерен образователен роман, който директно се отнася към традицията на жанра.